# Lancer Books
Lancer Books était un éditeur de livres de poche exploité de 1961 à 1973 par Irwin Stein et Walter Zacharius,.